# Санкт-Петербург 1878/1879
Санкт-Петербург 1878/1879 — турнир сильнейших шахматистов России, который прошёл с 25 декабря 1878 (6 января 1879 года) по 3 января (15 января) 1879 года.
В декабре 1878 года в Петербурге, благодаря инициативе и энергии Михаила Чигорина, был организован турнир, выходивший из рамок местного значения. Для устройства турнира был образован комитет в составе А. И. Максимова, В. П. Тимофеева, Н. И. Петровского и М. И. Чигорина (последний исполнял обязанности секретаря). 5 декабря 1878 (17 декабря 1879 года) комитетом было разослано приглашение всем сильнейшим русским шахматистам.
Участвовавшие в состязании должны были внести не позже 20-го декабря 1878 (1 января 1879 года) декабря сумму в 10 рублей, а за право присутствовать во все время состязаний была положена плата не менее 3-х рублей. Каждый с каждым должен был играть одну партию. Каждый обязывался играть ежедневно не менее одной парии. Выигранная партия должна была засчитываться победителю за 1, ничья за ½.
Призы назначено было распределить между игроками, которые по этому расчету будут иметь наибольшее число партий. В случае равенства выигранных парий у двух (или нескольких) игроков, приз присуждался тому из них, кто выиграет у другаго одну партию, причем ничьи не должны были идти в счёт.
Сначала предполагалось назначить для первого приза не менее 200 рублей, а размер и количество призов определить по окончании подписки. Но как под писка доставила только 324 рублей, то, за вычетом необходимых расходов (на наем помещения, публикацию и проч.), на призы могло быть отчислено только 200 рублей; по общему же желанию, выраженному принимавшими участие в турнир, комитет разделил эту сумму на три приза, а именно: на 1-й приз отчислил 125 рублей, на 2-й — 50 рублей и на 3-й — 25 рублей.
От Петербурга в турнире приняли участие Семён Алапин, Андрей Ашарин, Владимир Лизель, Николай Нерлинг, Николай Петровский, Эммануил Шифферс и Михаил Чигорин; от Москвы — Александр Соловцов и Евгений Шмидт (последний вышел из турнира после четырех проигрышей, недовольный контролем времени — 20 ходов в час).
Не смогли участвовать давшие было согласие Шимон Винавер (Варшава) и Андрей Хардин (Самара). Турнир проводился в ресторане Мильбрета.
В дополнительной партии за первое место победил Михаил Чигорин. Александр Соловцов и Эммануил Шифферс также сыграли две дополнительные партии для выяснения третьего и четвертого места, но обе закончились в ничью.

## Регламент турнира
§ 1. В воскресенье, 25 декабря 1878 (6 января 1879 года), будет назначен по жребию порядок состязаний.
§ 2. Игра должна происходить ежедневно по вечерам, за исключением 31 декабря.
§ 3.  Партии должны начинаться в 7 часов вечера; льготы ½ часа. После 3-х часовой игры каждый игрок может требовать перерыва на ½ часа. При этом тот игрок, который должен сделать последний ход (преимущественно играющий черными шашками), записывает его с своею подписью и в конверт вручает одному из распорядителей. Во время перерыва игры разговор о неоконченной партии и расстановка шашек воспрещается.
§ 4. На каждые 20 ходов в партии полагается 1 час времени; но выигранным в начале партии временем игрок может пользоваться в течение всей партии. В случае просрочки назначеннаго по сему расчету времени, партия выигранная игроком, просрочившим время, считается за ничью, ничья — за проигранную. Обязанность наблюдать за часами лежит не на распорядителях, а на самих играющих при взаимном контроле. По обоюдному согласию играющих партия может быть играна и без наблюдения времени, но с условием окончить партию к 1 часу ночи, в противном случае партия будет считаться за ничью.
§ 5. Замедление прихода играющего к назначенному крайнему сроку (7½ час. вечера) менее 1-го часа засчитывается ему в положенный на партию по § 4 срок времени, все равно как бы он играл. Промедление же более 1 часа считается сдачей партии.
§ 6. Если игрок, по каким-либо причинам, не доиграл всех назначенных партий, то в том случае, если он успел сыграть не более 5 партий, эти партии считаются как бы вовсе не игранными. Если же будет сыграно им более 5 партий, то партии идут в счёт, а те, которые еще не играны, считаются проигранными.
§ 7. Для всех игроков обязательно принять в руководство правила, принятая обществом любителей шахматной игры в С.-Петербурге в 1857 году и изложенные в «Устав» К. А. Янишем в следующих статьях: 6, 7, 8 (за исключением п. 6), 11, 12 (за исключением п. 3), 13, 16, 17, 18, 21, 26, 27, 29, 30, 31, 36, 39, 40 и с соблюдением следующих измененных статей устава:
(ст. V). Пешка, имеющая право при первом своем движении пройти два шага, может быть взята на проходе пешкою противника.
(ст. VIII. п. 6). Рокировать с шахом, т. е. сделать рокировкою шах королю противника, допускается.
(ст. XII. п. 3). Если игрок повторяет один и тот же ход, или одни и те же ходы три раза, то противник имеет право объявить партию за ничью.
(к ст. XVI, XVII, XVIII). Прикосновение к шашкам только в том случае не обязывает игрока делать тронутой шашкой ход, если оговорка «поправляю» предшествует прикосновенію к шашкам.
Примечание. Непредвиденные в вышеупомянутых статьях спорные случаи разрешаются распорядителями по своему усмотрению.
§ 8. Все споры между играющими разрешаются присутствующим распорядителем и его решенію каждый из играющих обязан подчиняться, а не подчинившийся считается проигравшим партию.
§ 9. Во время игры должно избегать громких разговоров и безусловно всяких замечаний, а равно рассуждений вслух, касающихся партии. Если один 
из играющих будет находить, что ему мешает разговор противника, то последний обязан его прекратить.

## Движение по турам
| 1-й тур 25 декабря 1878 (6 января 1879 года) | 1-й тур 25 декабря 1878 (6 января 1879 года) | 1-й тур 25 декабря 1878 (6 января 1879 года) | 1-й тур 25 декабря 1878 (6 января 1879 года) | 1-й тур 25 декабря 1878 (6 января 1879 года) |
| -------------------------------------------- | -------------------------------------------- | -------------------------------------------- | -------------------------------------------- | -------------------------------------------- |
| Лизель                                       | 0                                            | 0:1                                          | 0                                            | Алапин                                       |
| Шмидт                                        | 0                                            | 0:1                                          | 0                                            | Чигорин                                      |
| Нерлинг                                      | 0                                            | 0:1                                          | 0                                            | Соловцов                                     |
| Ашарин                                       | 0                                            | 1:0                                          | 0                                            | Петровский                                   |
| Шифферс (0) выходной                         |                                              |                                              |                                              |                                              |
| 4-й тур 28 декабря 1878 (9 января 1879 года) |                                              |                                              |                                              |                                              |
| Лизель                                       | 0                                            | 0:1                                          | 2                                            | Соловцов                                     |
| Шмидт                                        | 0                                            | 0:1                                          | 1                                            | Петровский                                   |
| Шифферс                                      | 2                                            | 0:1                                          | 2½                                           | Алапин                                       |
| Нерлинг                                      | 0                                            | 0:1                                          | 3                                            | Чигорин                                      |
| Ашарин (1½) выходной                         |                                              |                                              |                                              |                                              |
| 7-й тур 1 января 1879 (13 января 1879 года)  |                                              |                                              |                                              |                                              |
| Лизель                                       | 1                                            | 1:0                                          | 0                                            | Нерлинг                                      |
| Шмидт                                        | 0                                            | 0:1                                          | 4½                                           | Алапин                                       |
| Шифферс                                      | 3                                            | +:−                                          | 2                                            | Ашарин                                       |
| Соловцов                                     | 3½                                           | 1:0                                          | 2                                            | Петровский                                   |
| Чигорин (6) выходной                         |                                              |                                              |                                              |                                              |

| 2-й тур 26 декабря 1878 (7 января 1879 года)  | 2-й тур 26 декабря 1878 (7 января 1879 года) | 2-й тур 26 декабря 1878 (7 января 1879 года) | 2-й тур 26 декабря 1878 (7 января 1879 года) | 2-й тур 26 декабря 1878 (7 января 1879 года) |
| --------------------------------------------- | -------------------------------------------- | -------------------------------------------- | -------------------------------------------- | -------------------------------------------- |
| Лизель                                        | 0                                            | 0:1                                          | 1                                            | Чигорин                                      |
| Шифферс                                       | 0                                            | 1:0                                          | 1                                            | Соловцов                                     |
| Нерлинг                                       | 0                                            | 0:1                                          | 0                                            | Петровский                                   |
| Ашарин                                        | 1                                            | ½:½                                          | 0                                            | Алапин                                       |
| Шмидт (0) выходной                            |                                              |                                              |                                              |                                              |
| 5-й тур 29 декабря 1878 (10 января 1879 года) |                                              |                                              |                                              |                                              |
| Лизель                                        | 0                                            | −:−                                          | 0                                            | Шмидт                                        |
| Шифферс                                       | 2                                            | 1:0                                          | 0                                            | Нерлинг                                      |
| Ашарин                                        | 1½                                           | ½:½                                          | 3                                            | Соловцов                                     |
| Алапин                                        | 3½                                           | 0:1                                          | 4                                            | Чигорин                                      |
| Петровский (2) выходной                       |                                              |                                              |                                              |                                              |
| 8-й тур 2 января 1879 (14 января 1879 года)   |                                              |                                              |                                              |                                              |
| Лизель                                        | 2                                            | −:−                                          | 2                                            | Ашарин                                       |
| Шмидт                                         | 0                                            | −:−                                          | 0                                            | Нерлинг                                      |
| Шифферс                                       | 4                                            | ½:½                                          | 6                                            | Чигорин                                      |
| Алапин                                        | 5½                                           | 1:0                                          | 2                                            | Петровский                                   |
| Соловцов (4½) выходной                        |                                              |                                              |                                              |                                              |

| 3-й тур 27 декабря 1878 (8 января 1879 года)  | 3-й тур 27 декабря 1878 (8 января 1879 года) | 3-й тур 27 декабря 1878 (8 января 1879 года) | 3-й тур 27 декабря 1878 (8 января 1879 года) | 3-й тур 27 декабря 1878 (8 января 1879 года) |
| --------------------------------------------- | -------------------------------------------- | -------------------------------------------- | -------------------------------------------- | -------------------------------------------- |
| Шмидт                                         | 0                                            | 0:1                                          | 1                                            | Соловцов                                     |
| Шифферс                                       | 1                                            | 1:0                                          | 1                                            | Петровский                                   |
| Нерлинг                                       | 0                                            | 0:1                                          | 1½                                           | Алапин                                       |
| Ашарин                                        | 1½                                           | 0:1                                          | 2                                            | Чигорин                                      |
| Лизель (0) выходной                           |                                              |                                              |                                              |                                              |
| 6-й тур 30 декабря 1878 (11 января 1879 года) |                                              |                                              |                                              |                                              |
| Лизель                                        | 0                                            | 1:0                                          | 3                                            | Шифферс                                      |
| Шмидт                                         | 0                                            | −:−                                          | 2                                            | Ашарин                                       |
| Алапин                                        | 3½                                           | 1:0                                          | 3½                                           | Соловцов                                     |
| Чигорин                                       | 5                                            | 1:0                                          | 2                                            | Петровский                                   |
| Нерлинг (0) выходной                          |                                              |                                              |                                              |                                              |
| 9-й тур 3 января 1879 (15 января 1879 года)   |                                              |                                              |                                              |                                              |
| Лизель                                        | 2                                            | 0:1                                          | 2                                            | Петровский                                   |
| Шмидт                                         | 0                                            | −:+                                          | 4½                                           | Шифферс                                      |
| Нерлинг                                       | 0                                            | ½:½                                          | 2                                            | Ашарин                                       |
| Чигорин                                       | 6½                                           | 0:1                                          | 4½                                           | Соловцов                                     |
| Алапин (6½) выходной                          |                                              |                                              |                                              |                                              |

## Турнирная таблица
| № | Участник           | 1 | 2 | 3 | 4 | 5 | 6 | 7 | 8 | 9 |  | Очки | Место |
| - | ------------------ | - | - | - | - | - | - | - | - | - |  | ---- | ----- |
| 1 | Михаил Чигорин     |   | 1 | 0 | ½ | 1 | 1 | 1 | 1 | 1 |  | 6½   | 1—2   |
| 2 | Семён Алапин       | 0 |   | 1 | 1 | 1 | ½ | 1 | 1 | 1 |  | 6½   | 1—2   |
| 3 | Александр Соловцов | 1 | 0 |   | 0 | 1 | ½ | 1 | 1 | 1 |  | 5½   | 3—4   |
| 4 | Эммануил Шифферс   | ½ | 0 | 1 |   | 1 | + | 0 | 1 | + |  | 5½   | 3—4   |
| 5 | Николай Петровский | 0 | 0 | 0 | 0 |   | 0 | 1 | 1 | 1 |  | 3    | 5     |
| 6 | Андрей Ашарин      | 0 | ½ | ½ | − | 1 |   | − | ½ | − |  | 2½   | 6     |
| 7 | Владимир Лизель    | 0 | 0 | 0 | 1 | 0 | − |   | 1 | − |  | 2    | 7     |
| 8 | Николай Нерлинг    | 0 | 0 | 0 | 0 | 0 | ½ | 0 |   | − |  | ½    | 8     |
| 9 | Евгений Шмидт      | 0 | 0 | 0 | − | 0 | − | − | − |   |  | 0    | выбыл |